# Rosa Rankin
Rosa Rankin Rodríguez (1958) es una botánica, y profesora cubana; desarrolla actividades académicas como profesora titular en la Facultad de Biología y Farmacia de La Universidad de La Habana.
En 2001 obtuvo un doctorado en Ciencias Biológicas por la Universidad de La Habana. Ha trabajado taxonómicamente con las familias Aristolochiaceae, Polygalaceae y del orden Brassicales, enfáticamente con el género Cleome.

## Algunas publicaciones
- r. Rankin, w. Greuter. 2000. Notes on Aristolochia linearifolia and A. stenophylla (Aristolochiaceae), a vicarious species pair from the Greater Antilles (Cuba and Hispaniola). Willdenowia 30: 131-139

- -----------. 2001. Variation in Polygala guantanamana (Polygalaceae), a Cuban endemic species. Willdenowia 31: 425-431

- -----------, w. Greuter. 2002. Humboldt, Willdenow, and Polygala (Polygalaceae). Taxon 50: 1231-1247

- -----------. 2002. Estudios micromorfológicos en el género Aristolochia (Aristolochiaceae) en Cuba. Rev. Jard. Bot. Nac. Univ. Habana. 23(1): 39-47

- -----------, i. Silva Pérez. 2003. Incremento de la colección Buxus en el Jardín Botánico Nacional. Revista Jard. Bot. Nac. Univ. Habana. 23(2): 249-253

- -----------. 2003. Polygalaceae. En Greuter, W. (ed.) Flora de la República de Cuba. Serie A, Plantas Vasculares. Fascículo 7(1) pp. 52. – Ruggell, Liechtenstein. Gantner. ISBN 3-904144-97-9

- -----------. 2003. Cleome sect. Physostemon (Cleomaceae) in Cuba. Willdenowia 33: 439-444

- -----------. 2003. Flora de la República de Cuba: Plantas vasculares. Polygalaceae, Styracaceae, Verbenaceae [red. de este fasc.: Werner Greuter, con la colaboración de Rosa Rankin Rodríguez]. Flora de la República de Cuba, parte 7 de Plantas vasculares. Ed. Werner Greuter & Gantner, 190 pp. ISBN 3904144979

- -----------, w. Greuter. 2004. A study of differentiation patterns in Capparis sect. Breyniastrum in Cuba, with a nomenclatural and taxonomic survey of Cuban Capparis (Capparacea). Willdenowia 34: 259-276

- -----------. 2005. Capparaceae. En Greuter, W. & Rankin Rodríguez, R. (ed.) Flora de la República de Cuba. Serie A, Plantas Vasculares. Fascículo 10(1) Pp. 24. Ruggell, Liechtenstein. Gantner. ISBN 3-906166-30-9

- -----------. 2005. Cleomaceae. En Greuter, W. & Rankin Rodríguez, R. (ed.) Flora de la República de Cuba. Serie A, Plantas Vasculares. Fascículo 10(2) pp. 24. – Ruggell, Liechtenstein. Gantner. ISBN 3-906166-30-9.

- -----------. 2005. Moringaceae. En Greuter, W. & Rankin Rodríguez, R. (ed.) Flora de la República de Cuba. Serie A, Plantas Vasculares. Fascículo 10(6) p. 7. Ruggell, Liechtenstein. Gantner. ISBN 3-906166-30-9.

- -----------, f. Areces Berazaín. 2005. Contribución a la actualización taxonómica y localización geográfica de especies amenazadas y endémicas en Cuba I. Rev. Jard. Bot. Nac. Univ. Habana 24: 81-128

- -----------. 2006. Capparaceae, Cleomaceae, Moringaceae, Polygalaceae, Styracaceae, Symplocaceae. En Greuter, W. & Rankin Rodríguez, R. (ed.) Base de Datos de especímenes de la Flora de Cuba. Con mapas de distribución. Versión 2.0 en CD-ROM. Ruggell. Gantner. ISBN 3-906166-47-3

### Libros
- cristina panfet Valdés, lutgarda gonzáles Geigel, johannes Bisse, manfred Bassler, helga Dietrich, hidelisa saralegui Boza, hagen Stenzel, alicia Rodríguez Fuentes, carlos Sánchez, rosa rankin Rodríguez, dieter h. Mai, isidro e. Méndez. 2007. Flora de La República de Cuba: Serie A. Plantas vasculares. Vol. 12. Ed. ilustrada de Koeltz Sci. Books, 266 pp. ISBN 3906166589

### Capítulos de libros
- 1997. Alejandro de Humboldt en Cuba. Ed. Oficina del Historiador de la Ciudad de La Habana, 132 pp. ISBN 3896390775

- La abreviatura «R.Rankin» se emplea para indicar a Rosa Rankin como autoridad en la descripción y clasificación científica de los vegetales.[3]